# Yo-kai Watch: The Movie
Yo-kai Watch: The Movie är en japansk animerad fantasyfilm från 2014 regisserad av Shigeharu Takahashi och Shinji Ushiro baserad på tv-serien Yo-kai Watch. Filmen släpptes den 20 december 2014 i Japan.  I Skandinavien har den visats i biografer sedan 2018 av Universal Pictures[källa behövs]